# بردية ناش

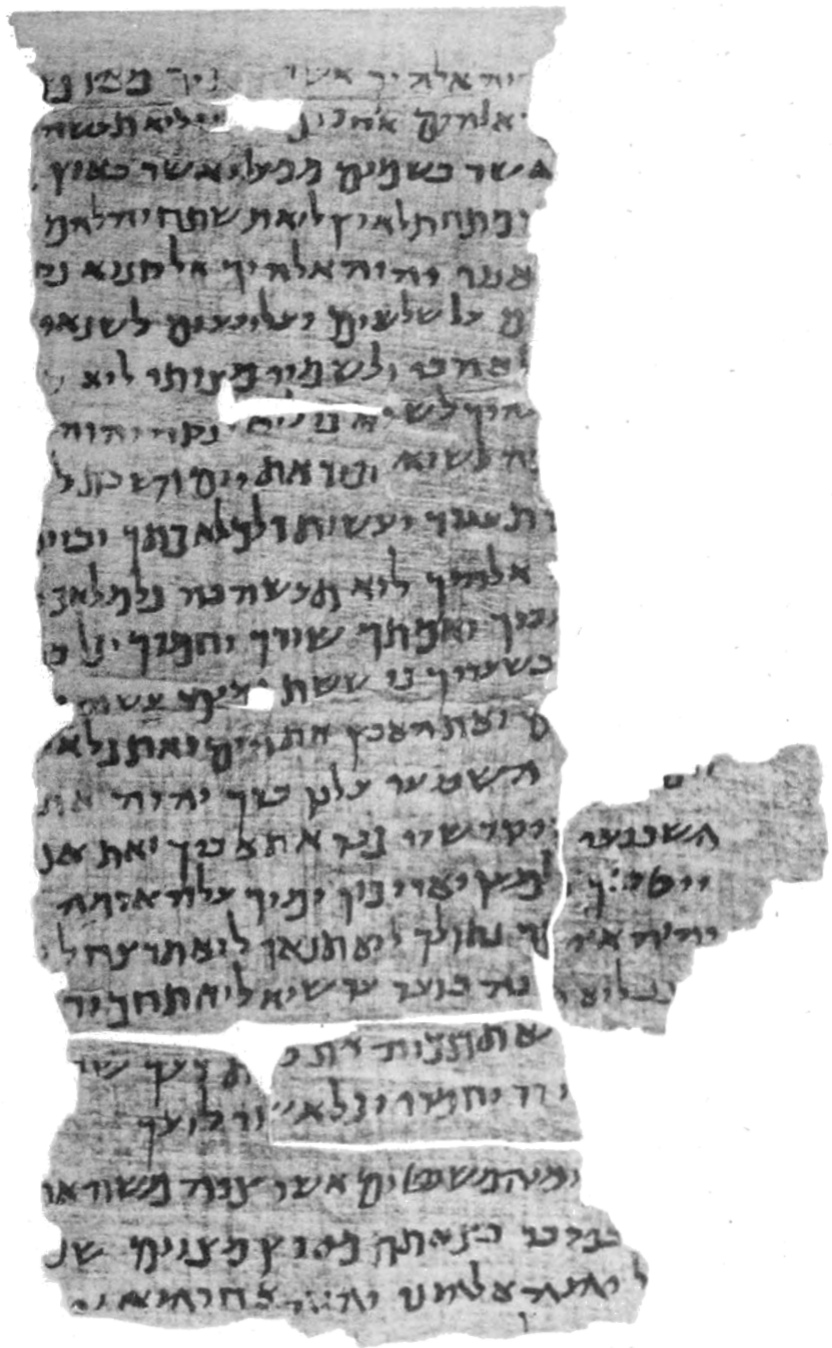
بردية ناش

بردية ناش هي بردية من أربعة قطع اشتراها ناش في مصر 1898 وقدمت لاحقا إلى مكتبة جامعة كامبردج. أول من وصفها ستانلي كوك في 1903 والذي أرخها للقرن الثاني الميلادي. في دراسات لاحقة قدر تاريخها لسنة 150-100 ق م. كانت البردية أقدم قطعة مخطوطة عبرية معروفة قبل اكتشاف ملفوفات البحر الميت في 1947.
تحوي المخطوطة الوصايا العشر وبعدها دعاء (اسمع إسرائيل) وفيها 24 سطرا وقليل من الأحرف على الجوانب ضائعة. يجمع نص الوصايا نسخة سفر الخروج 20: 2-17 مع أجزاء من نسخة سفر التثنية 5: 6-21. يلاحظ حذفها لعبارة «بيت العبودية» المستعملة في نسختي الوصايا، وهي إشارة إلى مصر وقد يكون بسبب مكان تأليفها.
بعض التغييرات المأخوذة من نسخة سفر التثنية للوصايا توجد في نسخة سفر الخروج في الترجمة اليونانية القديمة للعهد العبري المسماة السبعونية. تضيف السبعونية قبل التثنية 6: 4 مقدمة دعاء اسمع الموجودة في البردية، وتتفق في بعض القراءات معها ضد النص العبري الماسورتي. ويلاحظ أن ترتيب الوصايا الأخيرة في البردية (زنا ثم قتل ثم سرقة بدل قتل ثم زنا ثم سرقة كما في العهد العبري) هو نفسه في معظم نسخ السبعونية وفي العهد الجديد (مرقس 10: 19، لوقا 18: 20، رسالة رومية 13: 9، رسالة يعقوب 2: 11) عدا متى 19: 18.
حسب التلمود كانت العادة قراءة الوصايا العشر قبل دعاء اسمع. أشار بوركيت أنه من المنطقي التخمين بأن البردية كانت دعاء يهودي مصري عاش قبل أن تنتهي تلك العادة.
يعتقد لذلك أن البردية كانت على الأرجح من وثائق عبادة عامة مما جعلها تجمع عن قصد بين نسختي الوصايا العشر بدلا من الاقتباس الحرفي، لكن التشابهات مع نص السبعونية تعطي دليلا قويا لتقارب مرجح مع ترجمة السبعونية لنص عبري للتوراة وجد في مصر القرن الثاني قبل الميلاد واختلف بوضوح عن النصوص التي جمعها كتاب النسخة الماسورتية.